# Miarinarivo
Miarinarivo es una ciudad de la provincia de Antananarivo, Madagascar.
Miarinarivo es la capital de la región de Itasy.
- Datos: Q155530